# Radiochimica Acta
Radiochimica Acta (abrégé en Radiochim. Acta) est une revue scientifique mensuelle à comité de lecture qui publie des articles concernant le domaine de la chimie nucléaire.
D'après le Journal Citation Reports, le facteur d'impact de ce journal était de 1,014 en 2014. L'actuel directeurs de publication est Syed M. Qaim.